# Pedro I de Rusia
Pedro I de Rusia o Pedro I Alekséievich, apodado Pedro el Grande (ruso: Пётр I, Пётр Великий, Пётр Алексéевич; Moscú, 30 de mayojul./ 9 de junio de 1672greg.- San Petersburgo, 28 de enerojul./ 8 de febrero de 1725greg.), fue uno de los gobernantes más destacados de la historia de Rusia, perteneciente a la dinastía Románov.
Gobernó Rusia desde el 7 de mayo (27 de abril C.J.) de 1682 hasta su muerte, y antes de 1696 lo hizo junto con su débil y enfermizo hermano, Iván V de Rusia. Llevó a cabo un proceso de modernización mediante la occidentalización y expansión que transformó a la Rusia moscovita en una de las principales potencias europeas.
Se casó con Eudoxia Lopujiná, con quien tuvo un hijo, y, en segundas nupcias, con su sirvienta, quien tomaría el título de Catalina I al suceder a Pedro tras su muerte, ocurrida en San Petersburgo el 8 de febrero de 1725, a consecuencia de una infección en la vejiga.

## Biografía

### Primeros años y ascenso al trono
Pedro fue hijo del zar Alejo I (Alekséi Mijáilovich) y la boyarda tártara Natalia Narýshkina, segunda mujer del zar, con quien tuvo cinco hijos. Los hijos del primer matrimonio del zar Alejo I con María Miloslávskaya —Teodoro III (Fiódor Alekséievich), Iván V (Iván Alekséievich) y Sofía (zarevna Sofía Alekséievna)— estaban vivos cuando nació Pedro. Alejo I murió en 1676 y lo sucedió el mayor de sus hijos supervivientes, Teodoro III.
Pedro fue descrito recién nacido “con buena salud, los ojos negros vagamente tártaros de su madre, y un mechón de cabello castaño rojizo”
Al morir Fiódor Alekséievich sin descendencia a la edad de 20 años, surgió una disputa por el trono. Iván era oficialmente el siguiente en la línea de sucesión, pero no tenía las dotes para asumir el cargo. El Consejo de los boyardos (nobles rusos) eligió a Pedro, que tenía en ese momento 10 años de edad, para convertirse en zar con su madre viuda ejerciendo la regencia. Sin embargo, la zarevna Sofía Alekséievna, dirigió una rebelión de los Streltsí (cuerpo militar de élite ruso). En el conflicto fueron asesinados muchos de los familiares y amigos de Pedro, hasta el punto que Pedro incluso fue testigo de la carnicería que un tumulto de gente provocó en uno de sus tíos. Es posible que este recuerdo le produjese algún trauma.

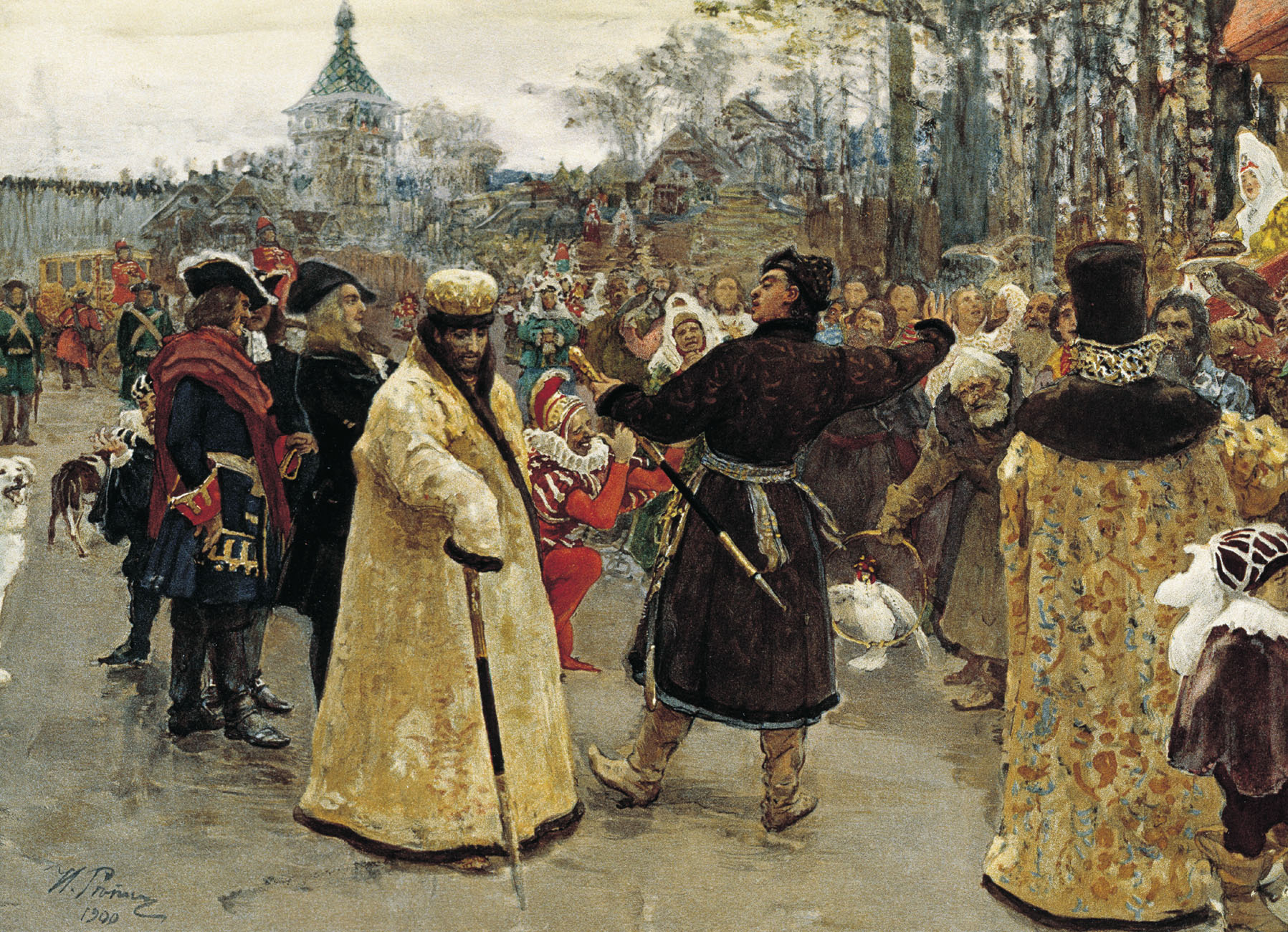
Llegada de Iván V y Pedro I a la ceremonia de coronación de este último. Litografía de Iliá Repin.

El levantamiento permitió a Sofía, hermana de Iván y medio hermana de Pedro y a sus aliados insistir en que Pedro e Iván fuesen proclamados zares conjuntamente, siendo Iván el zar mayor de entre los dos. Sofía actuaba de regente durante la minoría de edad de ambos. Se cortó un agujero en la parte trasera del doble trono, a través del cual Sofía escuchaba a Pedro conversar con los nobles y le pasaba información para responder a preguntas y problemas. El trono puede verse en el museo del Kremlin en Moscú. Durante siete años, Sofía gobernó como una autócrata.
Siguieron unos años en que la educación de Pedro I estuvo abandonada. Pasó la niñez entregado a groseros libertinajes, divirtiéndose con bandas de pilluelos; sin embargo, llevado por la curiosidad, frecuentó el barrio de extranjeros de Moscú, donde pudo observar los progresos occidentales, así entró en contacto con comerciantes europeos, con los que se formó militar y políticamente.

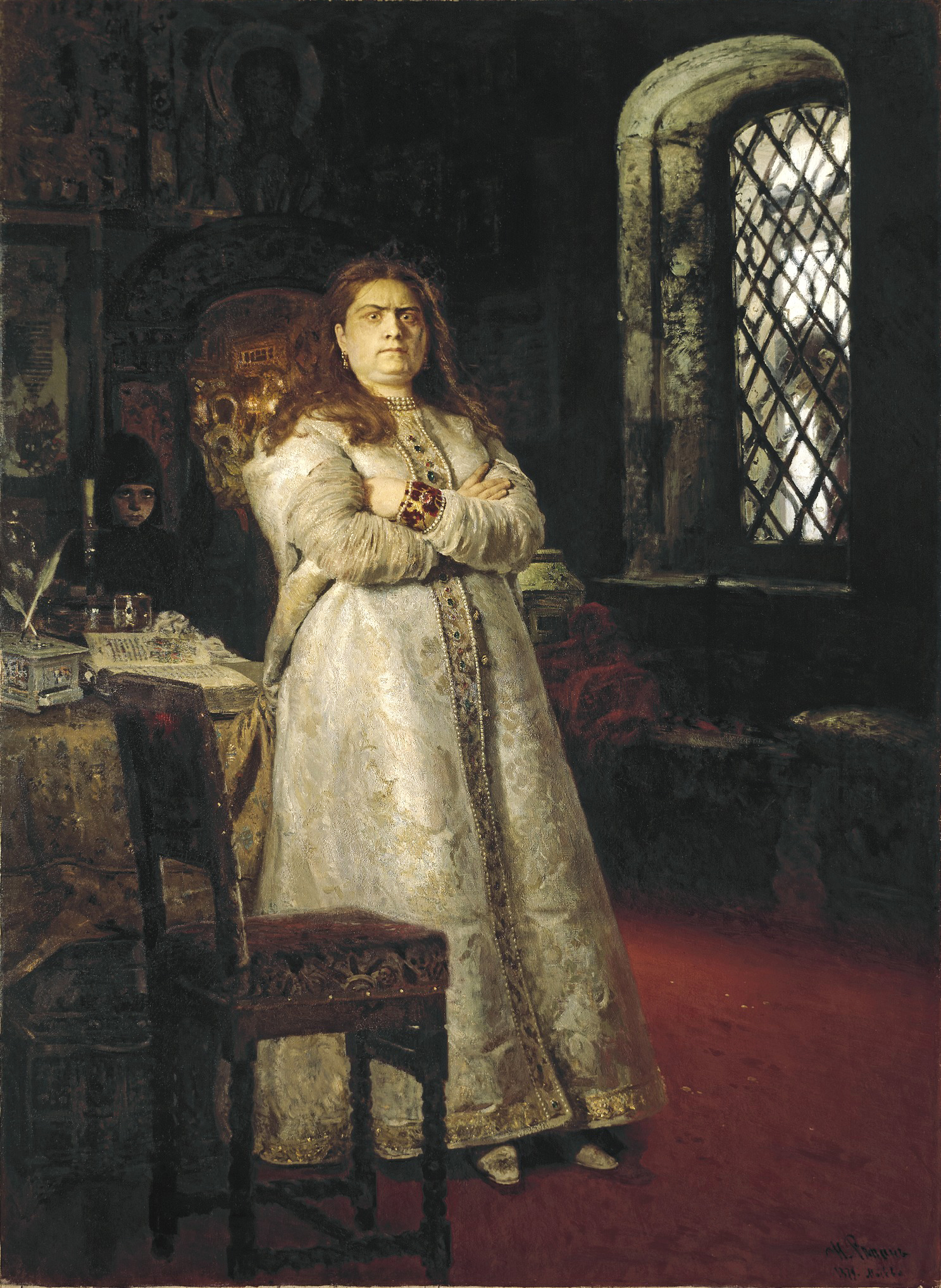
La zarevna Sofía Alekséievna durante su reclusión en el Monasterio Novodévichi. Cuadro de Iliá Repin.

Pedro, mientras tanto, no estaba particularmente preocupado de que otros gobernasen en su nombre. Se embarcó durante esos tiempos en la navegación y la construcción de navíos. Los barcos que construía se utilizaban en batallas simuladas. Su madre, por otro lado, buscó forzarlo a adoptar un acercamiento más convencional y arregló su matrimonio con Eudoxia Lopujiná en 1689. El matrimonio fue un fracaso absoluto, diez años más tarde Pedro la obligó a tomar los hábitos y con ello se liberó del matrimonio.
En el verano de 1689, Pedro planeó retomar el poder de las manos de Sofía, cuya posición se había debilitado por culpa de las dos fallidas campañas de Crimea. Cuando se enteró, Sofía comenzó a conspirar con los Streltsí. Desafortunadamente para ella, Pedro, avisado por los Streltsí, escapó en mitad de la noche al impenetrable Monasterio Tróitski, en donde fue atrayendo poco a poco a sus partidarios y a otros, que pensaban que podría ganar la lucha por el poder. Sofía fue depuesta, con Pedro I e Iván V todavía actuando como cozares. Pedro obligó a Sofía a recluirse en un convento, en donde ella se vio obligada a dejar su nombre y posición como miembro de la familia real.
Mientras, Pedro no podía adquirir el control total sobre los asuntos rusos. El poder lo ejercía su madre, Natalia Narýshkina, no fue hasta su muerte en 1694 cuando Pedro consiguió la verdadera independencia. Formalmente Iván V seguía siendo corregente con Pedro, si bien no ejercía como tal. Pedro se convirtió en el único dirigente a la muerte de Iván en 1696.
Pedro creció hasta ser casi un gigante. Literalmente sacaba una cabeza y los hombros a sus contemporáneos rusos y europeos. Sin embargo, su altura era casi con seguridad un defecto genético. Pedro no tenía la proporción habitual de un hombre de esa altura. Sus manos y pies eran muy pequeños y sus hombros sorprendentemente estrechos para su altura. Igualmente, su cabeza era demasiado pequeña para su cuerpo. A esto se añadían sus notables tics faciales y, de acuerdo con las descripciones que nos han llegado, el hecho de que sufría casi con certeza episodios de epilepsia. Por lo tanto, presentaba la imagen de un hombre muy grande, pero no muy saludable.
Filipo Baltari, un joven italiano que visitó la corte de Pedro, escribió:

El zar Pedro era alto y delgado, no robusto. Su pelo era fuerte, corto y marrón oscuro; tenía grandes ojos con largas pestañas y una boca bien formada, aunque el labio inferior estaba ligeramente desfigurado. Para su gran altura sus pies parecían muy estrechos. Su cabeza a menudo se echaba hacia la derecha por convulsiones.

El artista Valeri Serov nos dejó otra descripción de Pedro:

Daba miedo: largo, en pequeñas piernas delgadas de alambre, y con la cabeza tan pequeña en relación con el resto de su cuerpo que parecía más algún tipo de muñeco que una persona viviente. Sufría de un constante tic y siempre estaba haciendo muecas: guiñando los ojos, frunciendo la boca y la nariz y moviendo la mandíbula.

Por lo demás, pocos contemporáneos tanto de Rusia como del exterior comentaron nada sobre la altura de Pedro o su apariencia.

### Comienzo de su reinado
Pedro impulsó una serie de reformas llamadas Reformas de Pedro el Grande, buscando modernizar Rusia. Influido fuertemente por sus asesores occidentales, Pedro reorganizó el ejército ruso de acuerdo con los estándares europeos de la época, y soñó con hacer de Rusia un poder marítimo. Encontró una fuerte oposición interna a sus políticas, pero acabó brutalmente con toda forma de rebelión contra su autoridad: la rebelión de los streltsí, los baskires, los Astracán e incluso la gran revuelta civil de su reino, la rebelión de Bulavin.
Para mejorar la posición de la nación rusa en el mar, Pedro buscó ganar más salidas al mar. En ese momento solo tenía la salida al Mar Blanco a través de la ciudad de Arcángel. El mar Báltico estaba en esos tiempos controlado por Suecia en el norte, mientras que el mar Negro estaba dominado por el Imperio otomano en el sur. Pedro quería controlar el Mar Negro, pero para ello tenía que expulsar a los tártaros de las áreas subyacentes. Fue obligado, mediante un acuerdo con Polonia que cedía Kiev a Rusia, a luchar contra el jan de Crimea y contra su superior, el sultán otomano. El primer objetivo de Pedro fue capturar las fortalezas otomanas de Azov, cerca del río Don. En el verano de 1695 Pedro organizó las campañas de Azov para tomar las fortalezas, pero sus intentos fracasaron. Pedro volvió a Moscú en noviembre de ese año, y pronto comenzó la construcción de una gran armada. Envió unas treinta naves contra los otomanos en 1696, capturando Azov en julio de ese año. El 12 de septiembre de 1698 Pedro el Grande fundó oficialmente la primera base naval rusa, Taganrog.

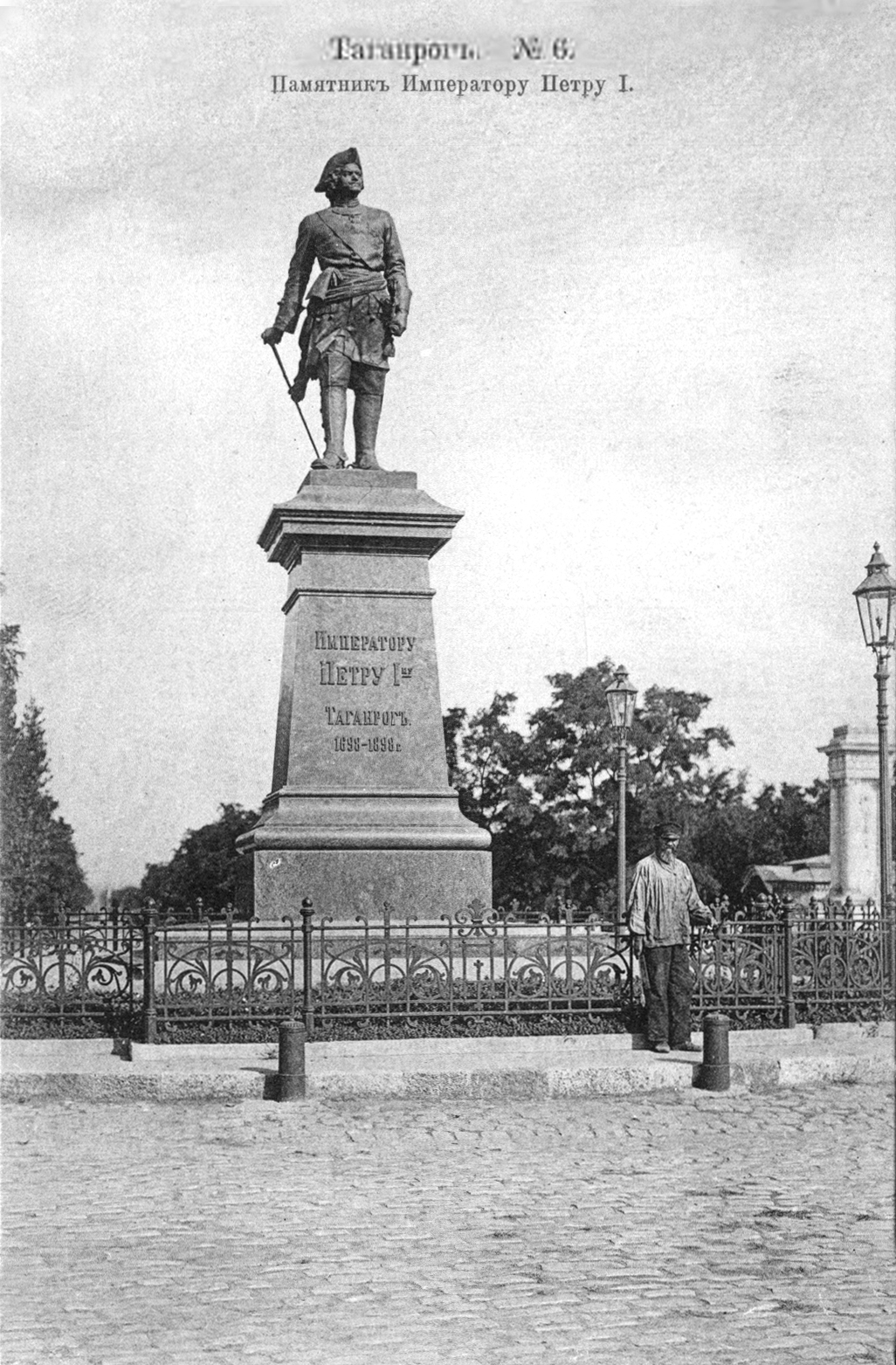
Estatua dedicada a Pedro el Grande en Taganrog.

Pedro sabía que Rusia no podía enfrentarse al Imperio otomano por su cuenta. En 1697 viajó a Europa de incógnito con una gran delegación rusa (la llamada Gran Embajada) para conseguir la ayuda de los monarcas europeos. Sin embargo, las esperanzas de Pedro se vinieron abajo: Francia era un tradicional aliado del sultán otomano y Austria estaba deseando mantener la paz en el este mientras se ocupaba de sus guerras en el oeste. Pedro, además, había elegido el momento más inoportuno, puesto que los europeos se encontraban enfrascados en la sucesión del rey Carlos II en la Guerra de Sucesión Española.
La «Gran Embajada», aunque falló en su misión de crear una alianza contra los Otomanos, continuó su viaje por Europa. Visitó Inglaterra, el Sacro Imperio Romano y Francia, y Pedro aprendió mucho sobre la cultura occidental. Estudió construcción naval en Deptford, Ámsterdam y Zaandam, y la artillería en Königsberg. Gracias a la mediación de Nicolaes Witsen, alcalde de Ámsterdam, el zar tuvo la oportunidad de ganar experiencia práctica en uno de los astilleros privados más grandes del mundo, perteneciente a la Compañía Neerlandesa de las Indias Orientales, durante un periodo de cuatro meses. Durante su visita, el zar conoció a muchos trabajadores cualificados: El más conocido de los que hicieron luego el viaje hasta Rusia fue Cornelius Cruys, un vicealmirante que se convirtió en el asesor más importante del zar en asuntos marítimos. En Delft, visitó a Antonie van Leeuwenhoek en abril de 1698, para conocer sus avances en microscopía.
A la vuelta de su viaje, Pedro también terminó con su desgraciado matrimonio. Se divorció de la zarina, Eudoxia Lopujiná. La zarina había dado a Pedro tres hijos, si bien solo uno, Alexis Petróvich, había sobrevivido más allá de la infancia.
En 1698, Pedro mandó una delegación a Malta bajo el mando de Borís Sheremétev para observar el entrenamiento y las habilidades de los caballeros de la Orden de Malta y su flota. El enviado también investigó la posibilidad de acometer conjuntamente acciones en el futuro, incluyendo alguna acción contra los turcos y la posibilidad de una futura base naval rusa.

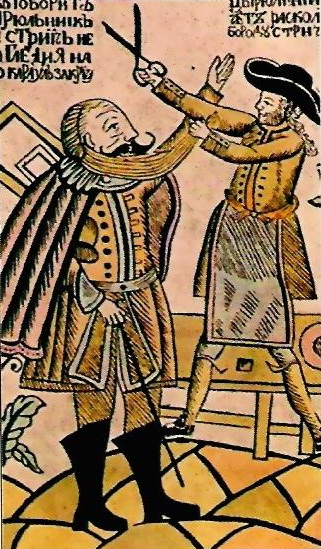
Caricatura del, sobre el impuesto de llevar la barba.

Las visitas de Pedro al oeste le dejaron la idea de que las costumbres europeas eran en algunos aspectos superiores a las tradiciones rusas. Por ejemplo, ordenó a todos los miembros de su corte y a sus oficiales que se cortasen sus largas barbas, lo que provocó que los boyardos, que estaban muy orgullosos de las mismas, levantaran grandes objeciones a la medida. En este aspecto, el zar impuso la norma de que los boyardos que quisiesen mantener su barba deberían pagar un impuesto anual de cien rublos. En 1699, Pedro también abolió el calendario tradicional ruso, en donde el año empezaba el 1 de septiembre, en favor del calendario juliano, que comienza el 1 de enero. Los años se contaban tradicionalmente desde el momento en que se creía que se produjo la creación del mundo, pero tras las reformas de Pedro comenzaron a contarse desde el nacimiento de Cristo. Rusia cambió al calendario juliano mientras que el resto de Europa adoptaba el calendario gregoriano. Rusia mantendría el calendario juliano hasta la Revolución de Octubre de 1917.
Permitió que las mujeres dejasen de cubrir su rostro y que hicieran vida social. Para comprender el atraso de los rusos en esa época, baste citar que Pedro el Grande impuso a los boyardos (nobles) la lectura de un libro que enseñaba las normas más elementales de educación, entre ellas, no utilizar la punta del cuchillo para limpiarse los dientes ni tampoco el dedo índice para hacer lo mismo con la nariz. Además, a imitación de los europeos favoreció la instrucción pública y creó los primeros institutos superiores, como la Escuela Politécnica y la Academia de Ciencias de San Petersburgo. Estimuló la impresión de textos y en 1703 apareció el primer periódico ruso (la traducción de su título fue la siguiente: Noticias de acontecimientos militares y otros sucesos dignos de recordar).

### La Gran Guerra del Norte
Pedro firmó la paz con el Imperio otomano y dirigió su atención a conseguir la supremacía marítima rusa. Buscó el control del Mar Báltico, que había sido tomado por Suecia medio siglo antes. Pedro declaró la guerra a Suecia, que por entonces estaba bajo el reinado de Carlos XII. A Suecia también se enfrentaron Dinamarca, Noruega, Sajonia y la República de las Dos Naciones.
Rusia resultó no estar preparada para luchar contra los suecos, y su primer intento de asolar la costa báltica terminó en el desastre de la Batalla de Narva de 1700. En el conflicto, las fuerzas de Carlos XII utilizaron en su favor una tormenta de nieve que impedía la visión de los rusos. Después de la batalla, el rey sueco decidió concentrar sus fuerzas contra la República de las Dos Naciones, dando tiempo a Pedro I para reorganizar al ejército ruso.
Mientras luchaban esos bandos, Pedro fundó la gran ciudad de San Petersburgo (nombrada por San Pedro) en Ingria (que había recapturado a los suecos) en 1703. Prohibió la construcción de edificios de piedra fuera de San Petersburgo, que esperaba que se convirtiese en la capital rusa, para que todos los constructores de piedra participasen en la construcción de la nueva ciudad. También eligió a Marta Skavrónskaya (futura Catalina I de Rusia) como compañera. Marta se convirtió al cristianismo ortodoxo y tomó el nombre de Yekaterina, Catalina en español, al parecer casándose con Pedro en secreto en 1707.
Después de una serie de derrotas, el rey polaco Augusto II abdicó en 1706. Carlos XII dirigió su atención sobre Rusia, invadiéndola en 1708. Después de cruzar Rusia, Carlos XII derrotó a Pedro en la Batalla de Holowczyn en julio. En la Batalla de Lesnaya, sin embargo, Carlos XII sufrió su primera derrota cuando Pedro aplastó a un grupo de refuerzos suecos que marchaban desde Riga. Al verse privado de esta ayuda, Carlos XII tuvo que abandonar su marcha hacia Moscú.

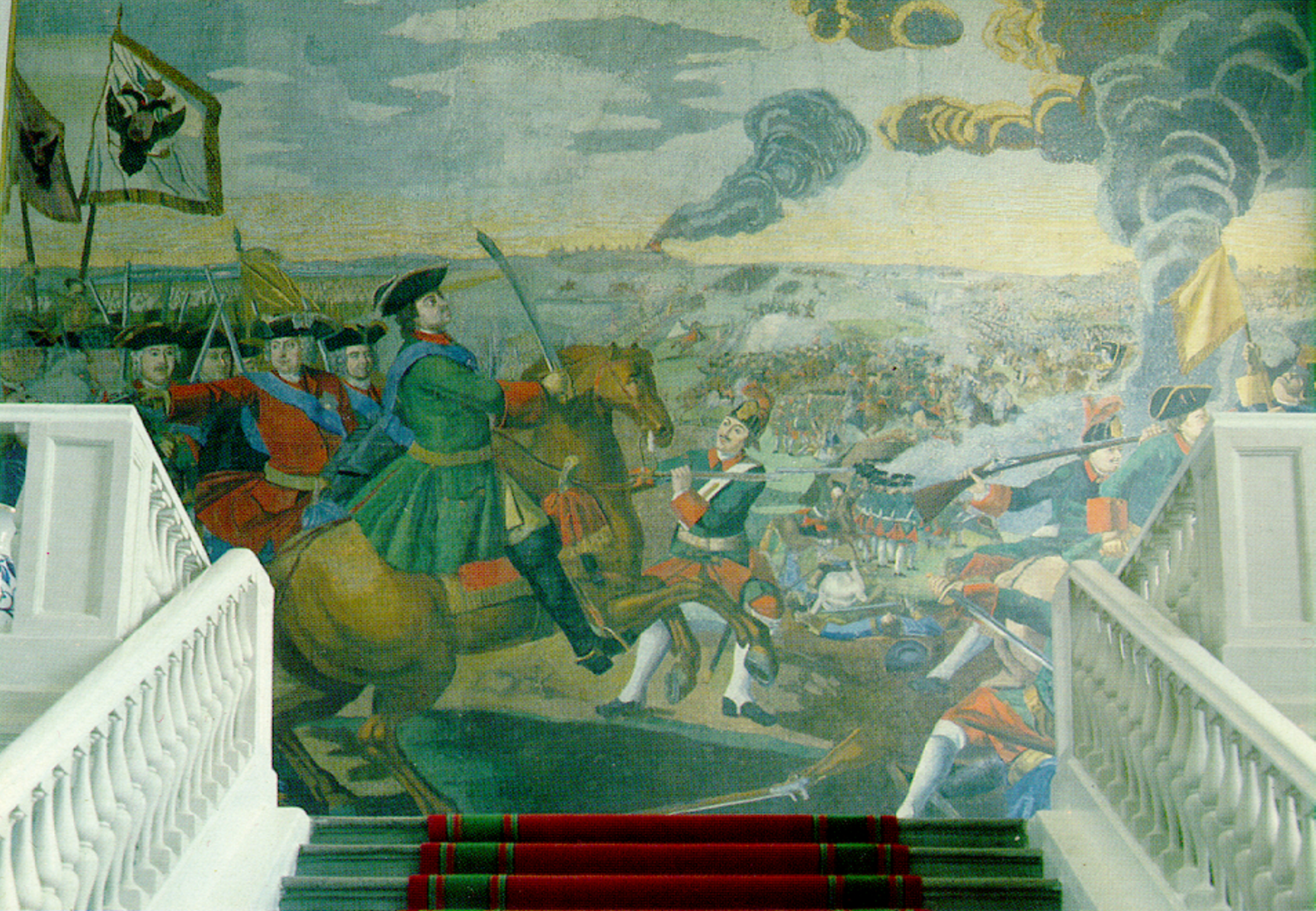
Pedro I en la Batalla de Poltava (mosaico de Mijaíl Lomonósov).

Carlos XII se negó a retirarse a Polonia o a Suecia, e invadió Ucrania en su lugar. Pedro retiró a su ejército hacia el sur, destruyendo cualquier propiedad que sirviese a los suecos para apoyarse en su avance. Sin suministros locales, los suecos tuvieron que detener el avance en el invierno de 1708-1709. En el verano de 1709 prosiguieron sus esfuerzos de conquistar Ucrania, culminando en la batalla de Poltava del 27 de junio. La batalla fue una derrota decisiva para las fuerzas suecas, acabando con la campaña de Carlos XII en Ucrania y obligándole a exiliarse en el Imperio otomano. En Polonia, Augusto II fue restaurado en el trono.
Pedro atacó a los otomanos en 1711. Normalmente, la Duma Boyarda habría ejercido el poder en su ausencia, pero Pedro no se fiaba de los boyardos: abolió la Duma y creó el Senado Gobernante de diez miembros. La campaña contra el Imperio otomano fue desastrosa: Para lograr un tratado de paz, Pedro se vio obligado a devolver los puertos del mar Negro que había capturado en 1697. A cambio, el sultán expulsó a Carlos XII de su territorio.
Los ejércitos rusos del norte tomaron la provincia sueca de Livonia (la mitad norte de la actual Letonia y la mitad sur de la actual Estonia), empujando a los suecos hasta Finlandia. Gran parte de Finlandia fue ocupada por los rusos en 1714. La marina del zar era tan poderosa que los rusos podían penetrar en Suecia. Pedro también logró la ayuda de Hanóver y del Reino de Prusia. Sin embargo, Carlos XII rechazó la rendición, y hasta su muerte en batalla en 1718 no pudo llegarse a un acuerdo de paz. Suecia firmó la paz con todas las fuerzas menos Rusia en 1720. En 1721, el Tratado de Nystad puso fin oficialmente a la Gran Guerra del Norte. Rusia adquirió Ingria, Estonia, Livonia y una parte sustancial de Carelia. A cambio, Rusia pagó dos millones de riksdaler (la moneda sueca) y cedió la mayor parte de Finlandia. El zar fue, sin embargo, capaz de retener algunas tierras finlandesas cerca de San Petersburgo, a la que había hecho la capital en 1712.

### Últimos años y muerte

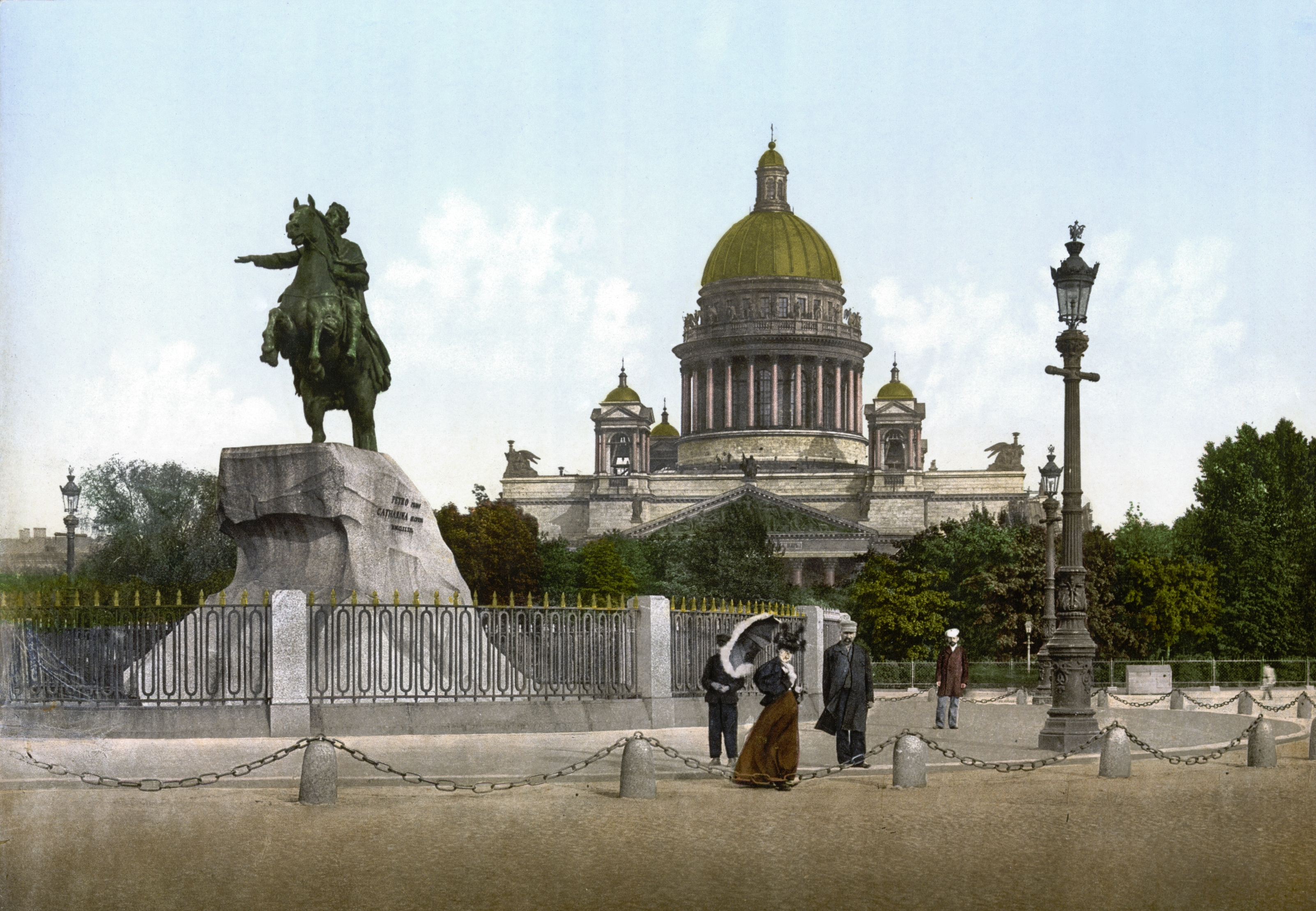
El Jinete de Bronce (monumento ecuestre a Pedro el Grande en San Petersburgo).

Los últimos años de Pedro I estuvieron marcados por nuevas reformas en Rusia. El 22 de octubre de 1721, poco después de que se firmase la paz con Suecia, fue proclamado emperador de Toda Rusia. Algunos propusieron que tomara el título de emperador del Este, pero lo rechazó. Gavriil Golovkin, canciller del estado, fue el primero en añadir «el Grande, padre de la Patria, emperador de Toda Rusia» al título tradicional de Pedro, zar, tras un discurso del arzobispo de Pskov en 1721.
El título imperial de Pedro fue reconocido por Augusto II de Polonia, Federico Guillermo I de Prusia y Federico I de Suecia, pero no por otros monarcas europeos. En la mente de muchos, la palabra emperador tenía la connotación de superioridad o preeminencia sobre los «meros» reyes. Varios gobernantes temían que Pedro reclamase autoridad sobre ellos, tal y como el emperador del Sacro Imperio había reclamado antes sobre todas las naciones cristianas.
Pedro también reformó el gobierno de la Iglesia Ortodoxa Rusa. El líder tradicional de esta era el Patriarca de Moscú. En 1700, cuando el puesto quedó vacante, Pedro rechazó nombrar a un sucesor, permitiendo al vicepatriarca acarrear con los deberes del puesto. Veintiún años más tarde, en 1721, Pedro siguió el consejo de Feofán Prokopóvich e instituyó el Santísimo Sínodo Gobernante: un consejo de diez clérigos que tomarían el lugar del patriarca y del vicepatriarca. La institución del Patriarcado fue restituida en 1918 al separar el gobierno soviético a la Iglesia del Estado.
En 1722, Pedro creó una nueva jerarquía que plasmó en la llamada Tabla de Rangos. Antes, la preeminencia la determinaba el nacimiento, pero como medida de privar a los boyardos de sus posiciones, Pedro determinó que la posición jerárquica la determinaría el mérito y el servicio al emperador. La Tabla de Rangos siguió en vigor hasta que la monarquía rusa fue depuesta en 1917 en el transcurso de la Revolución de Febrero.
Pedro también introdujo nuevos impuestos para financiar las mejoras en San Petersburgo. Abolió el impuesto de la tierra y las casas, y lo reemplazó con un impuesto por cabeza (una cantidad igual para todos los ciudadanos). Los impuestos sobre la tierra o los hogares solo los pagaban los propietarios de bienes inmuebles, mientras que estas últimas las pagaban todos.
En 1724, Pedro hizo que su segunda esposa, Catalina, fuera coronada emperatriz (si bien él mantuvo todo el poder). Todos los hijos varones de Pedro habían muerto: el mayor, Alejo Petróvich, había sido torturado por orden de Pedro en 1718 por desobedecer a su padre y oponerse a las políticas oficiales. Su madre, Eudoxia, también había sido castigada. Fue arrastrada fuera de su casa y acusada de falsos cargos de adulterio. Sin embargo, al conocer la traición de su amante Anna Mons, Pedro fue menos severo condenándola a un breve arresto domiciliario en 1704.
En 1725, se completó la construcción del palacio de Peterhof (en alemán, 'Corte de Pedro') cerca de San Petersburgo. Era una gran residencia que se llegó a conocer como el Palacio de Versalles ruso.

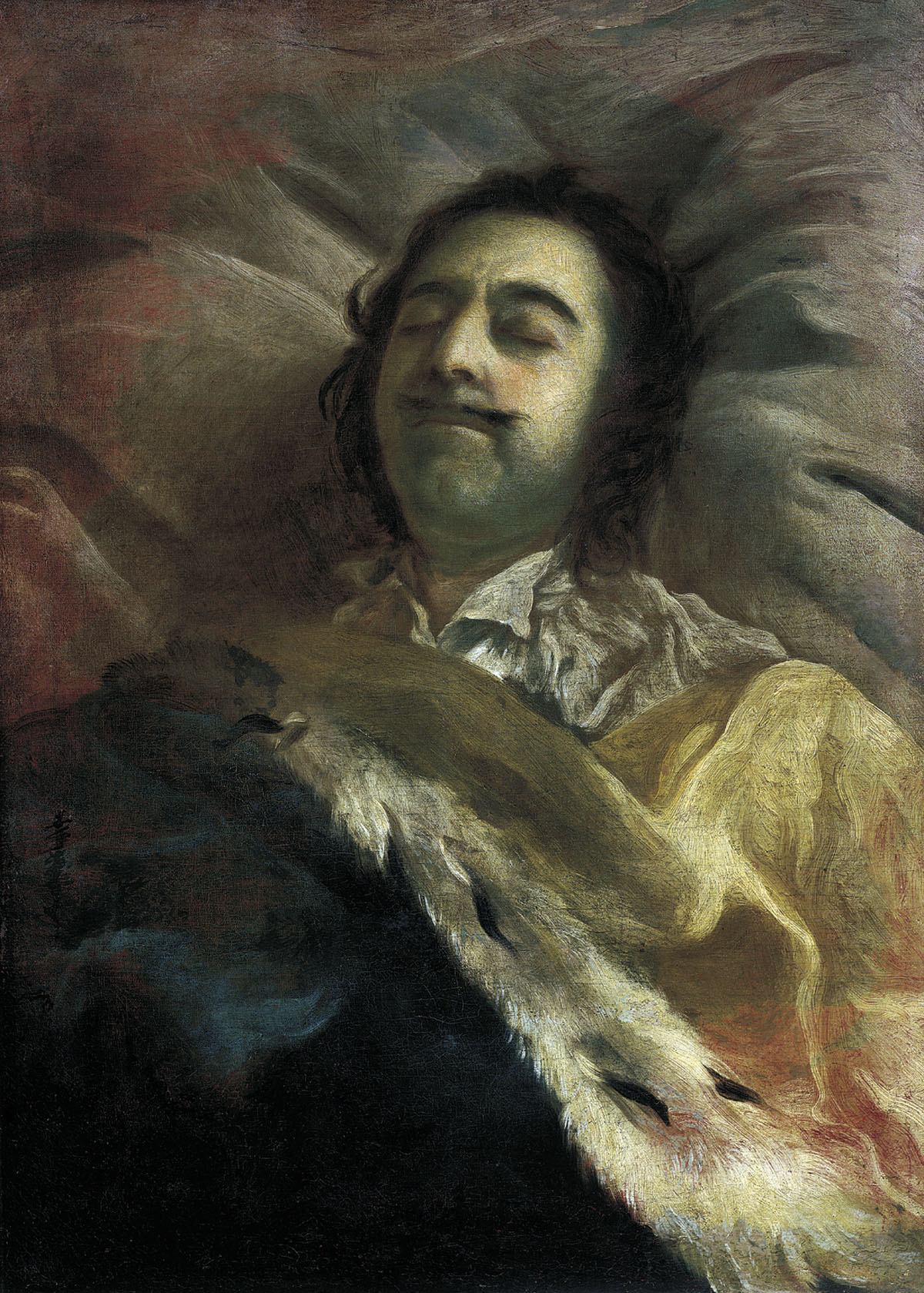
Pedro I en su lecho de muerte. Cuadro de Iván Nikítin.

En el invierno de 1723, Pedro, que nunca había gozado de una salud del todo robusta, comenzó a tener problemas con su aparato urinario y su vejiga. En el verano de 1724, un equipo de médicos llevó a cabo una operación en la cual le vaciaron la orina bloqueada en la misma. Pedro permaneció en cama hasta finales de otoño. En la primera semana de octubre, inquieto y seguro de que ya estaba curado, Pedro se enfrascó en un viaje de inspección de una serie de proyectos. De acuerdo con los relatos, fue en noviembre cuando, en una visita de inspección en el golfo de Finlandia, Pedro vio a un grupo de soldados ahogándose a poca distancia de la costa y entró en el agua para rescatarlos.
Se dice que esta inmersión en el agua helada empeoró los problemas vesicales de Pedro y provocó su muerte el 28 de enero de 1725. La historia, sin embargo, ha sido vista con escepticismo por varios historiadores, que apuntan que el cronista alemán Jacob von Stählin es la única fuente de la historia, y parece poco probable que nadie más hubiese documentado un acto de heroísmo como ese. Esto y el intervalo de tiempo prolongado entre la acción y la muerte parece que elimina cualquier casualidad directa. No obstante, la historia puede que contenga, en parte, algo de verdad.
A principios de enero de 1725, Pedro volvió a sufrir uremia. La leyenda dice que antes de caer inconsciente pidió papel y una pluma y empezó a escribir una carta que no terminó que ponía «Lego todo a...» y que, exhausto por el esfuerzo, pidió que su hija Ana fuese traída ante él, según narró el Conde alemán Henning Friedrich von Bassewitz en un texto. El historiador ruso Evgenij Viktorovič Anisimov comentó que el objetivo de Bassewitz era convencer a los lectores de que Ana, y no la emperatriz Yekaterina, era la heredera que Pedro había elegido.
Pedro murió entre las cuatro y las cinco de la mañana del 28 de enero —8 de febrero según el calendario juliano— de 1725. Se reveló en la autopsia que su vejiga estaba gangrenada. Tenía 52 años y siete meses cuando murió, tras un reinado de cuarenta y dos años.
Hubo gran conmoción en Rusia y en Europa por la noticia de la muerte de Pedro, si bien el pesar (al menos el genuino) casi con seguridad no estuvo presente. En palabras del historiador ruso Pierre Kovalevsky:

Podríamos entusiasmarnos por siempre con las acciones de Pedro y ni aun así esbozar su plenitud, brillantez y valor de todo lo que consiguió. Pero al crear, destruyó. Causó dolor a todos con los que entró en contacto. Destruyó la seguridad, paz, prosperidad, intereses, fuerza, bienestar, derechos y dignidad de todo aquel que tocó. Hizo cosas desagradables a todo el mundo. Dañó a todos. Tocó los intereses intelectuales, políticos, sociales, financieros, familiares, morales y espirituales. ¿Es posible amar a un político así? De ninguna manera. Esos hombres son odiados.

## Pedro el Grande y los Viejos Creyentes
En épocas del zar Alejo I, padre de Pedro el Grande, el patriarca Nikón consideró oportuno ordenar a los fieles que se afeitasen y se persignaran con tres dedos, motivando gran escándalo entre ellos. Un grupo de fieles tradicionalistas, designados como raskólniki (o viejos creyentes), se rebelaron contra Nikón, considerando que era un sacrilegio cambiar el menor detalle de la antigua liturgia rusa. Muchos viejos creyentes notables prefirieron padecer martirio o prisión antes de someterse a signar la cruz con tres dedos, u otros horrores considerados "papistas". 
Entonces, no sería extraño que los raskólniki, contrarios a la Iglesia Ortodoxa Rusa y no menos a su Estado, hicieran causa común con los enemigos del zar. En la rebelión de Stenka Razin, desenvuelta no tanto contra el zar como contra los boyardos que lo circundaban, participaron en lucha directa contra estos cuando aquel asedió por siete años el monasterio de Solovkí, al que finalmente conquistó traicioneramente en 1676. No resulta sorprendente que a partir de entonces, ellos designaran al zar y su imperio, como el Anticristo y su dominio. Se sustrajeron cada vez más de la vida del Estado, separándose física y espiritualmente cuanto fue posible de su influencia y la de sus funcionarios. A menudo, para huir de la captura, se arrojaban voluntariamente a las llamas. Consideraban que tal exceso era una evasión hacia un mundo mejor.

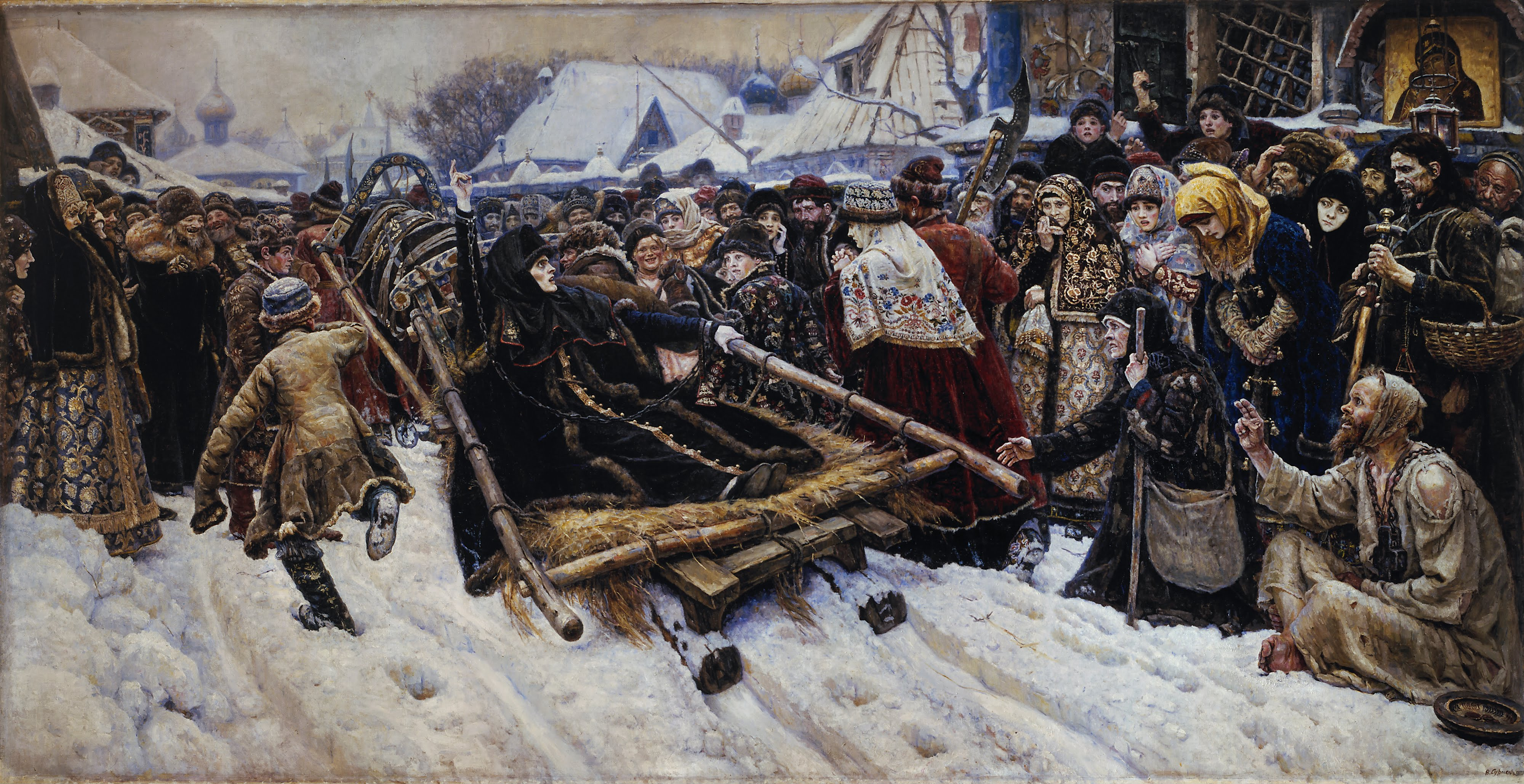
La boyarda Morózova. Óleo de Vasili Súrikov, 1887.

En 1675, dos nobles rusas, la boyarda Feodosia Morózova y su hermana, la princesa Yevdokíya Urúsova, por su irrenunciable ligazón a la vieja fe, prefirieron morir de hambre, entre la inmundicia y la miseria, en una cárcel subterránea. En 1682 fueron quemados vivos en Pustozersk, donde habían estado mucho tiempo custodiados en prisiones subterráneas, los cabecillas de la secta de los “viejos creyentes”. En la hoguera, los raskólniki gritaban a sus verdugos: “Nosotros nos estamos quemando con el fuego terrenal, pero vosotros os abrasareis en el fuego eterno". 
Las esperanzas de terminar con ellos fueron inútiles. Los viejos creyentes encabezaron a todos los descontentos. Ello sucedió al principio de la regencia de Sofía, medio hermana de Pedro, cuando junto a los Streltsí, el pueblo bajo se impuso con saqueos y homicidios en Moscú, y penetró en el Kremlin. La cólera popular iba especialmente contra los Naryshkin, los familiares de Pedro y sus amigos. Los viejos creyentes estimaban no solo poder elevar al trono a Iván V y Sofía, sino también restablecer la vieja fe.
Por segunda vez, entonces, ahora con la cruz y las imágenes de santos, entraron al Kremlin encabezados por Nikita Pustosviat. Su alegría duró poco. Pocos días después Pustosviat era ajusticiado en la plaza delante del Kremlin. También el cabecilla de los Streltsí, príncipe Jovanski, pagó con la muerte. Desde entonces el camino de los Streltsí se separó del de los Viejos Creyentes. No es de maravillarse entonces, que juzgaran inminente el fin del mundo, y fueron propensos más que antes a ver un "Anticristo" en cualquiera de sus adversarios. 
Pedro el Grande comenzó a gobernar a los 17 años. Hasta 1694, año de la muerte de su madre, Pedro vivió en paz con el patriarca ortodoxo, y bajo su influencia. Las cosas cambiaron cuando en 1696, muerto su medio hermano y socio en el trono, Iván V, pudo proceder por propio arbitrio. El patriarca Adriano, buscó en vano convencer al zar de no concretar un viaje a Europa, finalmente emprendido por Pedro entre 1697/1698. Parte de la población, entre ellos los viejos creyentes, aborrecían tal viaje, juzgándolo un error o un absurdo.

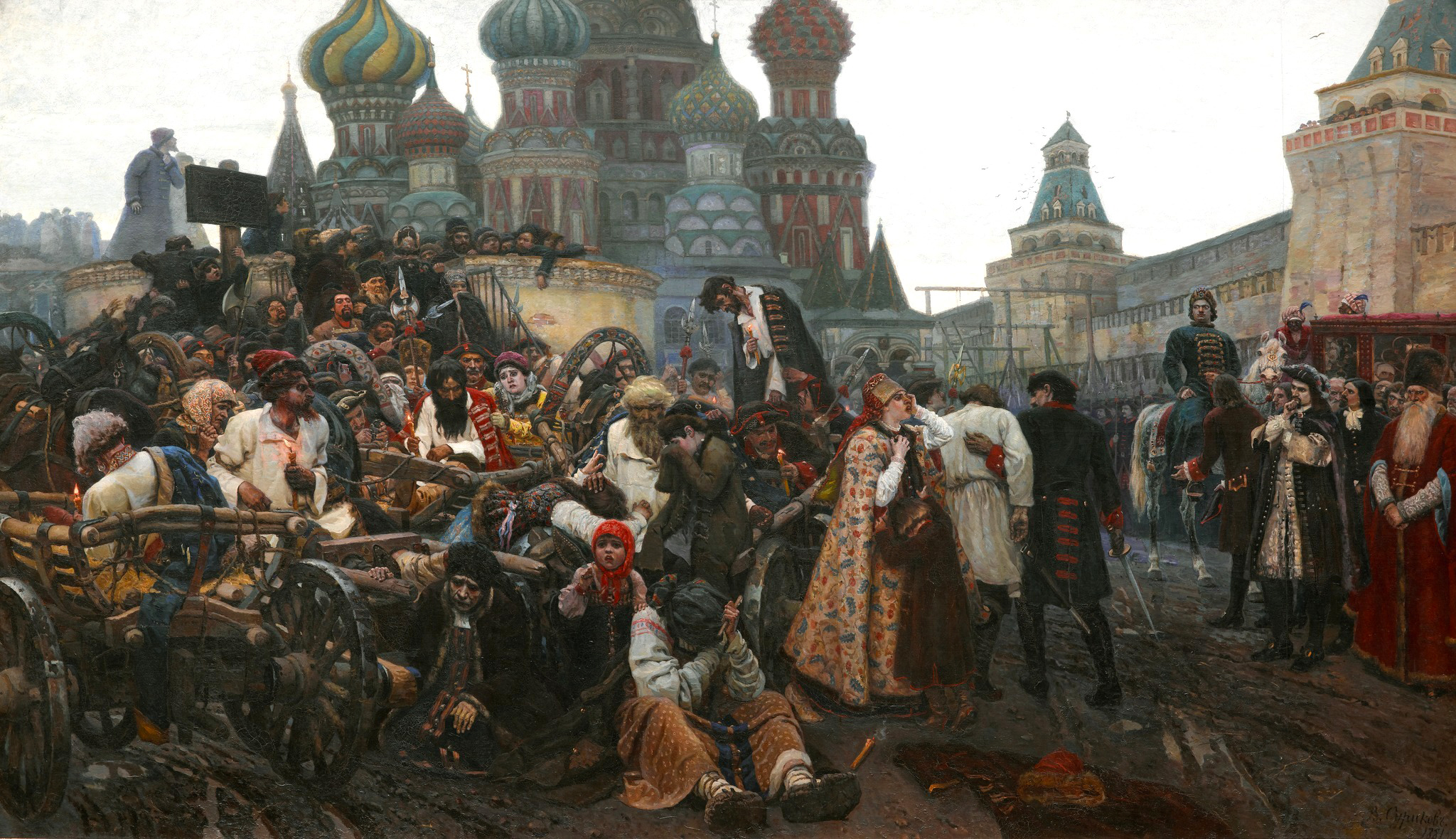
Ejecución de los Streltsí tras la fallida rebelión de 1698. Óleo de Vasili Súrikov, 1881.

En Rusia hubo una nueva revuelta de los Streltsí. Pedro debió regresar precipitadamente desde Viena. Aunque ellos ya habían sido vencidos y juzgados, Pedro los hizo recondenar con penas mucho más graves a las que asistió en persona. El patriarca en vano solicitó clemencia. Pedro lo echó con aspereza, como había hecho Iván IV el Terrible con el patriarca de turno. Estaba decidido a emprender la modernización y europeización de una Rusia demasiado cerrada en sus tradiciones. 
En 1705, Pedro exigió que todos los hombres se afeitaran la barba y vistieran al uso occidental. Los viejos creyentes conservaron su barba, llamándolo Pedro Belzebúlovich, vale decir, “Pedro, hijo del diablo”. 
La Iglesia Ortodoxa Rusa habría de sufrir mucho de parte del zar. El patriarca Adriano, hombre de mentalidad cerrada, no era el hombre adecuado para defender la Iglesia Ortodoxa Rusa frente al zar. Los monjes habían sido responsables de la hostilidad con que el pueblo tomaba las reformas de Pedro. Además, la corrupción del clero ruso había llegado a tal punto, que con frecuencia se daba el espectáculo de sacerdotes que embriagados, en vez de cánticos litúrgicos, entonaban en la iglesia canciones obscenas. Los monasterios servían de asilo a maleantes, y se organizaban orgías en ellos. 
Pedro redujo el número de monasterios y monjes, confiscó sus bienes y mantuvo rigurosa vigilancia de las comunidades. Convirtió la mayor parte de los monasterios en hospitales y refugio de indigentes, asilo de ancianos e inválidos, o escuelas. Quería abatir el poderío de la Iglesia Ortodoxa Rusa, como en otros tiempos luchara el patriarca Nikon, cuyas tempranas reformas deben ser incluidas en la “europeización” de Rusia. Pedro privó a la Iglesia Ortodoxa Rusa, principal adversaria de sus reformas, de su propia independencia suprimiendo la institución del Patriarcado y sustituyéndolo por el estatal Santísimo Sínodo Gobernante. 
Esteban Yavorski, el obispo metropolitano nombrado guardián del Trono Patriarcal tras la defunción del patriarca Adriano, apoyó al zar contra los viejos creyentes. Incluso, confrontando su idea del fin del mundo próximo, escribió un opúsculo: “Signa adventus Antichristi et finis mundi”. 
En 1722, Pedro ordenó que todos los viejos creyentes barbados debían pagar una tasa especial y usar un hábito particular, pero las persecuciones sanguinarias habían definitivamente terminado.

## Descendencia
Con su primera esposa, Eudoxia Lopujiná, tuvo tres hijos:
- Alexis Petróvich (1690-1718), casado con Carlota Cristina de Braunschweig-Wolfenbüttel, tuvo descendencia.
- Aleksandr Petróvich (1691-1692), murió joven.
- Pablo Petróvich (1693)

Con su segunda esposa Catalina I de Rusia, tuvo once hijos, todos los cuales murieron en la infancia, excepto Ana e Isabel.
- Pedro Petróvich (1704-1707), quien murió en la infancia.
- Pablo Petróvich (1705-1707), quien murió en la infancia.
- Catalina Petrovna (1707-1708), quien murió en la infancia.
- Ana Petrovna (1708-1728), casada con Carlos Federico de Holstein-Gottorp y madre del zar Pedro III de Rusia.
- Isabel I de Rusia (1709-1762), Emperatriz y autócrata de Toda Rusia. Casada con Alekséi Razumovski, sin descendencia.
- Natalia María Petrovna (1713-1715), quien murió en la infancia.
- Margarita Petrovna (1714-1715), quien murió en la infancia.
- Pedro Petróvich (1715-1719), quien murió en la infancia.
- Pablo Petróvich (1717-1717), quien murió en la infancia
- Natalia Petrovna (1718-1725), quien murió a los 6 años.
- Pedro Petróvich (1723-1723), quien murió en la infancia.
- Pablo Petróvich (1724-1724), quien murió en la infancia.

## Ascendencia
| Emperador Pedro I el Grande Alekséyevich Romanov de Rusia | Padre: Zar Alejo I Mijáilovich de Rusia    | Abuelo paterno: Zar Miguel I Fiódorovich de Rusia     | Bisabuelo paterno: Boyardo Fiódor Nikítich Románov         |
| Emperador Pedro I el Grande Alekséyevich Romanov de Rusia | Padre: Zar Alejo I Mijáilovich de Rusia    | Abuelo paterno: Zar Miguel I Fiódorovich de Rusia     | Bisabuela paterna: Ksenia Ivánovna Shestova                |
| Emperador Pedro I el Grande Alekséyevich Romanov de Rusia | Padre: Zar Alejo I Mijáilovich de Rusia    | Abuela paterna: Zarina Eudoxia Lukyanovna Streshniova | Bisabuelo paterno: Boyardo Lukyan Stepanovitch Strechniev  |
| Emperador Pedro I el Grande Alekséyevich Romanov de Rusia | Padre: Zar Alejo I Mijáilovich de Rusia    | Abuela paterna: Zarina Eudoxia Lukyanovna Streshniova | Bisabuela paterna: Boyarda Anna Constantinovna Volkonskaïa |
| Emperador Pedro I el Grande Alekséyevich Romanov de Rusia | Madre: Zarina Natalia Kirílovna Narýshkina | Abuelo materno: Boyardo Kirill Poluektovich Naryshkin | Bisabuelo materno: Duque Poluekt Ivanovich Naryshkin       |
| Emperador Pedro I el Grande Alekséyevich Romanov de Rusia | Madre: Zarina Natalia Kirílovna Narýshkina | Abuelo materno: Boyardo Kirill Poluektovich Naryshkin | Bisabuela materna: Naryshkin                               |
| Emperador Pedro I el Grande Alekséyevich Romanov de Rusia | Madre: Zarina Natalia Kirílovna Narýshkina | Abuela materna: Boyarda Anna Leontyevna Leontyeva     | Bisabuelo materno: Boyardo Leonty Dimitriyevich Leontyev   |
| Emperador Pedro I el Grande Alekséyevich Romanov de Rusia | Madre: Zarina Natalia Kirílovna Narýshkina | Abuela materna: Boyarda Anna Leontyevna Leontyeva     | Bisabuela materna: Praskovya Ivanovna Rayevskaya           |